# Pini di Roma

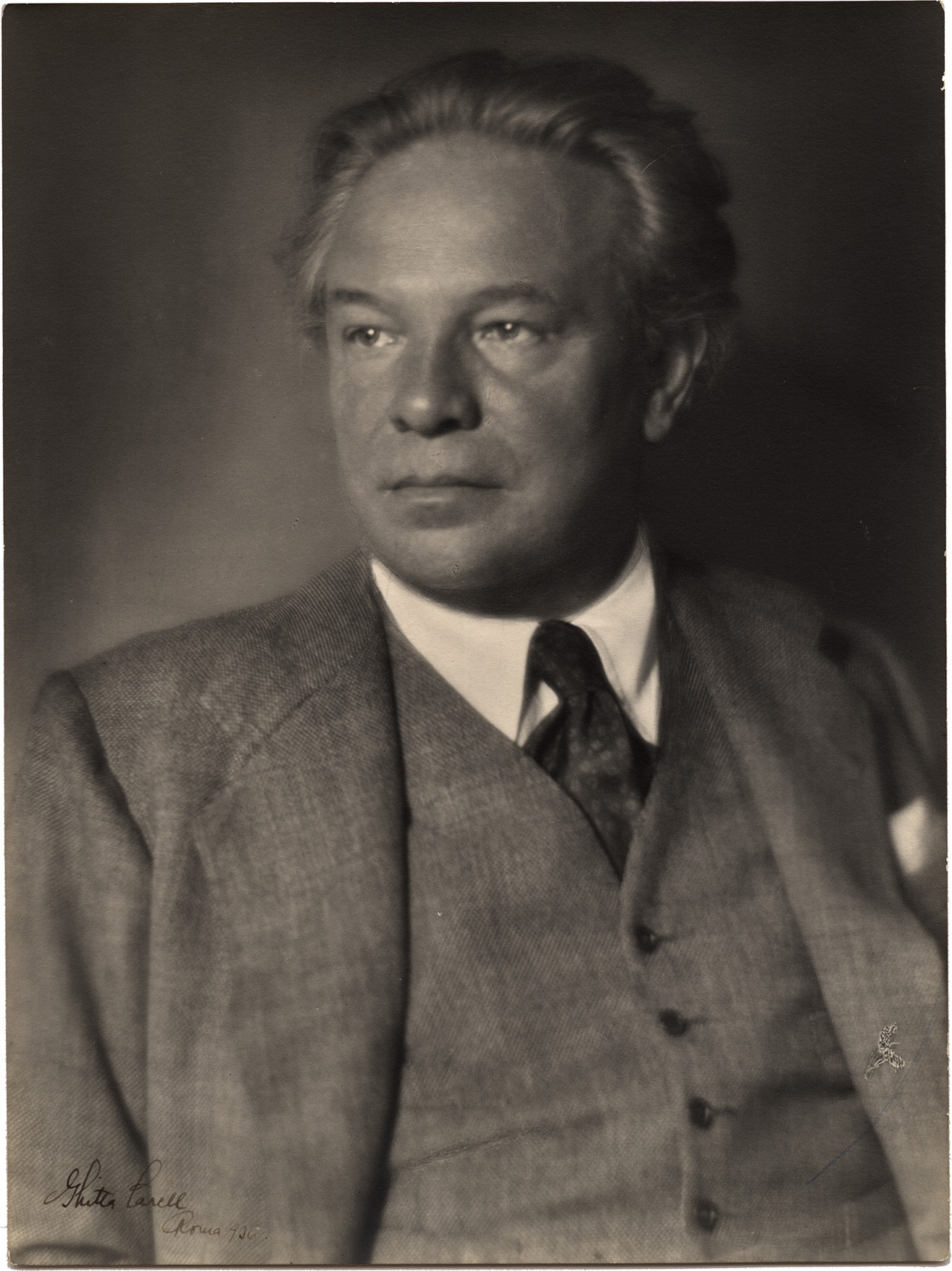
Respighi en 1936.

Pinos de Roma, o en italiano Pini di Roma, P 141, es un poema sinfónico para orquesta compuesto por Ottorino Respighi en 1924. La pieza programática retrata musicalmente diversos lugares de Roma con pinos, concretamente los de los jardines de Villa Borghese, cerca de una catacumba, en la colina del Janículo y a lo largo de la Vía Apia. Forma parte de la Trilogía romana, siendo el segundo de sus tres poemas sinfónicos sobre la ciudad eterna, después de Fontane di Roma (1916) y antes de Feste romane (1928).

## Historia

### Composición
La composición de esta obra finalizó en el verano de 1924, después de que Respighi hubiera "concebido, comenzado y reiniciado" su trabajo sobre la pieza a lo largo de varios años. Todo comenzó en 1913 cuando Respighi se trasladó a Roma desde su ciudad natal, Bolonia. En la ciudad eterna las "maravillosas fuentes" y los "pinos como paraguas que aparecen en todas partes del horizonte" eran dos características que, en palabras del propio compositor, "[han] hablado a mi imaginación por encima de todo". Al parecer fue el sonido del gorgoteo peculiar de la fuente del Valle Giulia lo que inspiró para empezar a escribir su primer poema sinfónico Fontane di Roma.

### Estreno y otras representaciones
El estreno se celebró el 14 de diciembre de 1924 en el Teatro Augusteo de Roma, un auditorio construido sobre el mausoleo dedicado al el primer emperador romano, Augusto. La interpretación corrió a cargo de la Orquesta del Augusteo bajo la dirección de Bernardino Molinari. La primera edición de la obra fue publicada por Casa Ricordi en 1925. Elsa, la esposa del compositor, recuerda que los compases finales de la pieza fueron "ahogados por los frenéticos aplausos" del público, y se organizó una segunda representación el 28 de diciembre con todas las localidades agotadas.
El estreno estadounidense tuvo lugar el 14 de enero de 1926, durante el primer concierto de Arturo Toscanini como director de la Filarmónica de Nueva York. Toscanini también dirigió la pieza en su última actuación con la orquesta en 1945. Respighi, que había llegado a Estados Unidos para realizar una gira de conciertos en diciembre de 1925, dirigió la obra con la Orquesta de Filadelfia un día después del estreno americano de Toscanini.

## Instrumentación

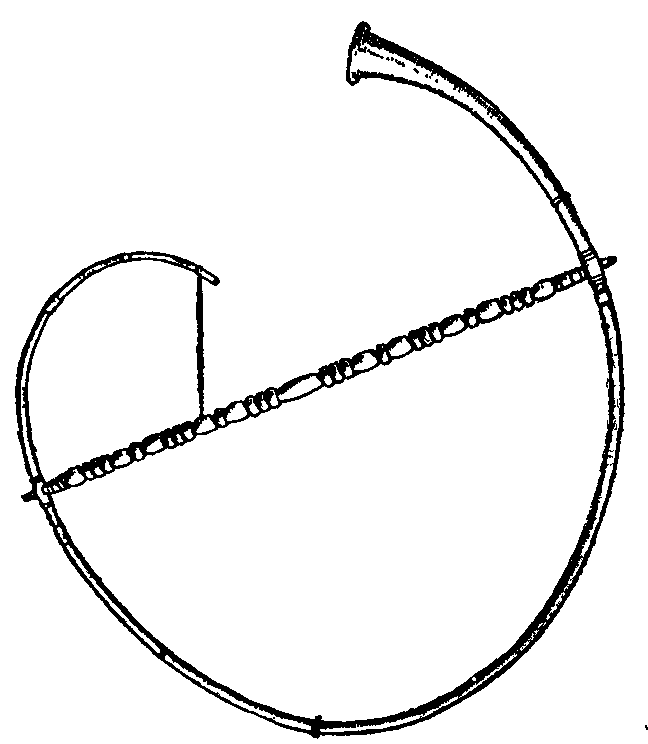
Buccina, imagen de la Enciclopedia Británica (12ª ed.).

La partitura está escrita para una gran orquesta sinfónica romántica formada por:
- Viento madera: 3 flautas (la tercera doblando al flautín), 2 oboes, 1 corno inglés, 2 clarinetes en la y si bemol, 1 clarinete bajo, 2 fagotes, 1 contrafagot.
- Viento metal: 4 trompas en mi y fa, 3 trompetas en la y si bemol, 3 trombones (2 tenor y 1 bajo), 1 cimbasso o tuba.
- Percusión: timbales, bombo, caja, platillos, 2 platillos pequeños, tam-tam, triángulo, matraca, pandereta, glockenspiel.

- Teclado: piano, órgano, celesta.
- Cuerda: 1 arpa y una sección de cuerdas con violines I y II, violas, violonchelos y contrabajos.
- Fonógrafo (Respighi incorporó al final del tercer movimiento una grabación del canto de un ruiseñor a la partitura).
- Fuera del escena: 6 buccinae en si bemol, 1 trompeta en do (tromba interna).

Las buccinae son un instrumento militar de la Antigüedad. La partitura requiere 2 sopranos, 2 tenores y 2 bajos, que normalmente se suelen sustituir por 2 cornetas, 2 fliscornos, 2 bombardinos; o bien por saxofones divididos en 2 sopranos, 2 tenores y 2 bajos.

## Estructura y análisis
La pieza consta de cuatro movimientos:
- I. I pini di Villa Borghese (Los pinos de Villa Borghese). Allegretto vivace 6
8
- II. Pini presso una catacomba (Pinos cerca de una catacumba). Lento 4
4
- III. I pini del Gianicolo (Los pinos del Janículo). Lento 4
4
- IV. I pini della Via Appia (Los pinos de la Via Apia). Tempo di marcia 4
4

La interpretación de la obra dura aproximadamente 22 minutos. Los cuatro movimientos se interpretan sin pausa. El compositor precedió a cada movimiento con un programa en el que describe lo que va a retratar musicalmente. Respighi logra un éxito espectacular, produciendo un montaje colorido y emocionante de impresiones que capturan la imaginación sin divagar ni volverse digresivo.
Los autores Dolan y Rehding observaron que la pieza tiene un carácter cíclico en diferentes aspectos; los jardines de Villa Borghese, la colina del Janículo y la Vía Apia señalan un recorrido en sentido contrario a las agujas del reloj alrededor del perímetro de Roma, y los cuatro movimientos avanzan del día a la noche, para terminar con el amanecer. El escenario de cada movimiento retrocede en el tiempo, desde los niños que juegan en la ciudad contemporánea hasta la época de las catacumbas del primer periodo cristiano, antes de concluir en la época de la República romana. La pieza también representa el progreso a través del tiempo, empezando con niños jugando y terminando con hombres adultos en uniforme de soldados. Al mismo tiempo, la colina del Janículo está dedicada a Jano, el dios de los comienzos, los finales y las transiciones, y tiene dos caras, que miran tanto hacia delante como hacia atrás en el tiempo.

### I.I pini di Villa Borghese. Allegretto vivace

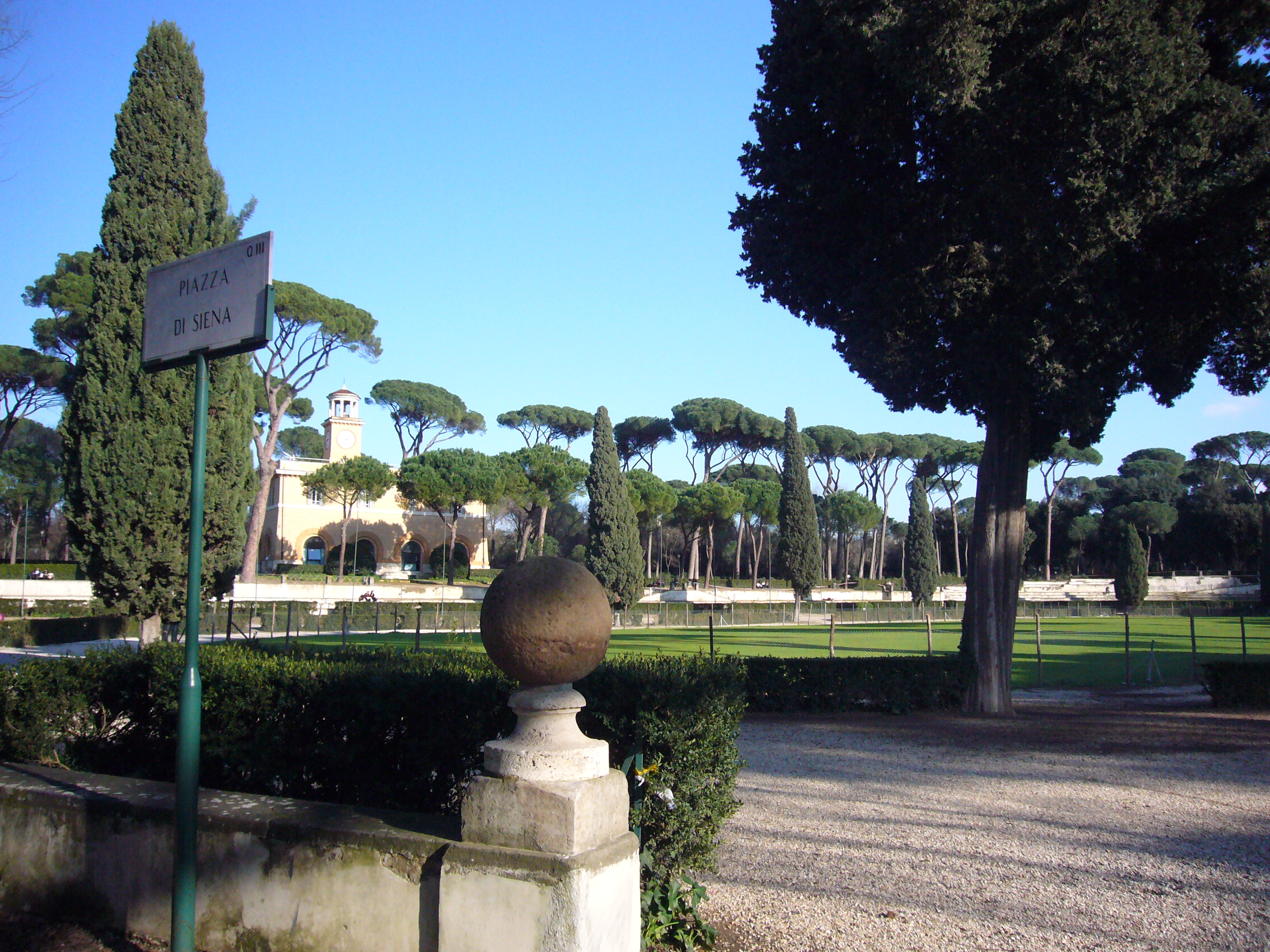
Pinos de la Villa Borghese.

El primer movimiento, I pini di Villa Borghese o Los pinos de Villa Borghese, lleva la indicación Allegretto vivace y está en compás de 2/8. Según el programa descrito por el compositor:

«Giuocano i bimbi nella pineta di Villa Borghese: ballano a giro tondo, fingono marce soldatesche e battaglie, s'inebriano di strilli come rondini a sera, e sciamano via.»
«Se arremolinan los niños en el pinar de Villa Borghese: bailan a corro, fingen marchas soldadescas y batallas, chillan como golondrinas al atardecer y se alejan como enjambres.»

La música de este breve movimiento es una mezcla de juegos de corro o girotondi en italiano, con fanfarrias y marchas militares. De esta manera logra captar la energía y la irreverencia de los niños jugando, incluyendo una discordante "pedorreta" de trompeta hacia el final. Tras la rápida introducción, aparece el tema principal (Oh quante belle figlie Madama Dorè) confiado al corno inglés, los fagotes y las trompas. Un repentino cambio de ritmo caracteriza el segundo motivo que las flautas, el flautín y el piano entonan sobre un fondo de trinos de cuerda. Con la vuelta a la tendencia inicial reaparece el tema principal, esta vez confiado a los oboes y los clarinetes. La siguiente parte, construida sobre la melodía de un nuevo girotondo, desemboca en una fanfarria de trompetas. La reaparición posterior del girotondo es reanudada y entrelazada con los repiques de marcha interpretados por la orquesta entera, que conducen hacia el arrollador crescendo final.
La Villa Borghese, situada dentro del recinto, es un monumento a la familia Borghese, que dominó la ciudad a principios del siglo XVII. El programa hace referencia a la canción infantil "Al corro de la patata", que en italiano se titula "Girotondo". Elsa, la esposa de Respighi, recordaba un momento a finales de 1920, cuando Respighi le pidió que cantara las melodías de canciones que ella cantaba mientras jugaba en los jardines de niña mientras él las transcribía, y descubrió que había incorporado las melodías en el primer movimiento.

### II.Pini presso una catacomba. Lento

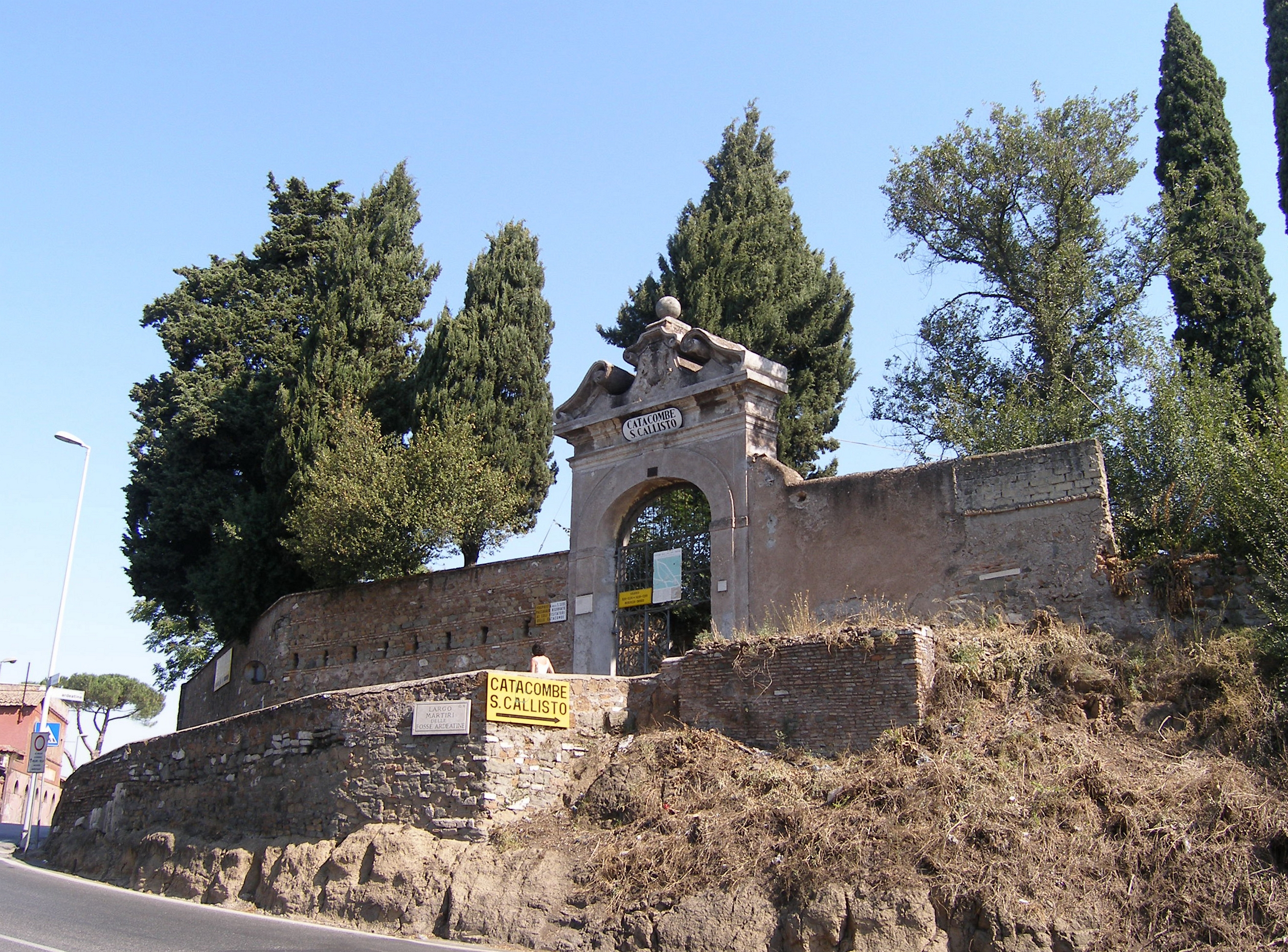
Entrada a la catacumba de Calixtus.

El segundo movimiento, Pini presso una catacomba o Pinos cerca de una catacumba, lleva la indicación de tempo Lento y está en compás de 4/4. Según el programa descrito por el compositor:

«Improvvisamente la scena si tramuta ed ecco l'ombra dei pini che coronano l'ingresso di una catacomba: sale dal profondo una salmodia accorata, si diffonde solenne come un inno e dilegua misteriosa.»
«De repente la escena cambia. Vemos las sombras de los pinos cubren la entrada a una catacumba. Sale de las profundidades una sentida salmodia que se extiende solemne como un himno y se desvanece misteriosamente.»

Representa unos pinos ubicados cerca de una catacumba, es decir, una caverna que se suele utilizar para enterrar a los muertos. La atmósfera se torna de repente sombría en esta sección, contrastando por completo con la anterior. Se abre con una austera frase de canto llano de carácter solemne y meditativo, que se escucha en dinámica piano en las cuerdas apagadas y divididas. Esta melodía se intercala con un lúgubre cantabile de las trompas con sordinas y el grave tañido de una campana, como para recordarnos la memoria de los antiguos mártires. Una trompeta solitaria, en contrapunto con los violines, ilumina el ambiente con un himno mariano. Desde las profundidades se eleva una salmodia encomendada a clarinetes, trompas y violonchelos que se transforma gradualmente con la entrada de los demás instrumentos en un crescendo majestuoso y austero. Es un clímax construido en torno a una insistente figura repetida en quintas en las cuerdas. Tras el rápido desvanecimiento de la salmodia, una coda nos devuelve a la sombría atmósfera inicial. El himno que se escucha es concretamente el Kyrie ad libitum 1, Clemens Rector; y el Sanctus de la Misa IX, Cum jubilo. El sonido se eleva y se hunde de nuevo en la catacumba. Una trompeta fuera de escena toca el himno del Sanctus. Los instrumentos graves de la orquesta y el pedal del órgano, con registros de 16’ y 32’, representan la naturaleza subterránea de las catacumbas, mientras que los trombones y las trompas representan el canto de los sacerdotes.

### III.I pini del Gianicolo. Lento

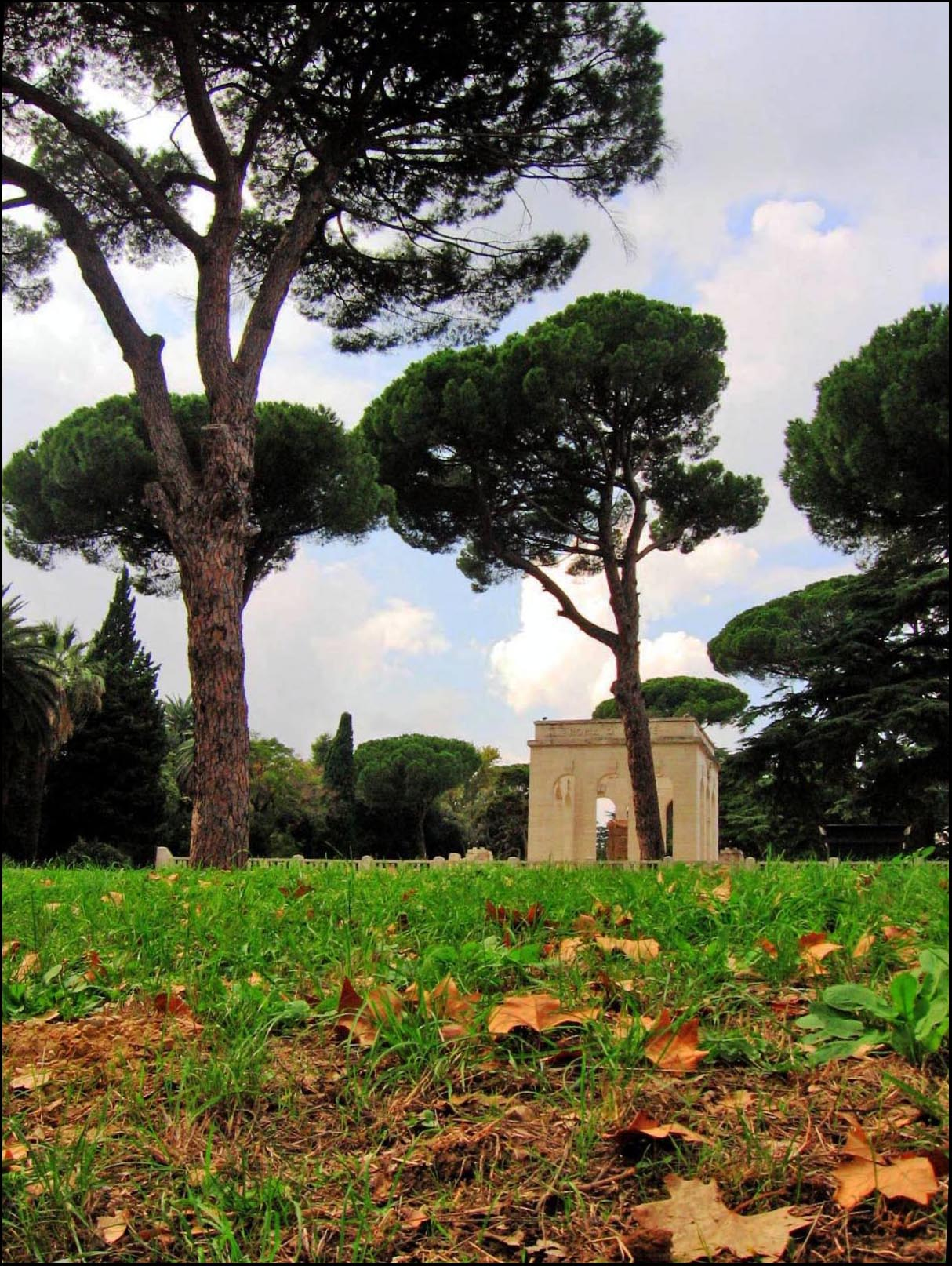
Pinos del Janículo.

El tercer movimiento, I pini del Gianicolo o Los pinos de Janículo, de nuevo lleva la indicación Lento y está en compás de 4/4. Según el programa descrito por el compositor:

«Trascorre nell'aria un fremito: nel plenilunio sereno si profilano i pini del Gianicolo. Un usignolo canta.»
«Se siente en el aire un estremecimiento: en la luna llena serena se revela el perfil de los pinos de la colina Janículo. Un ruiseñor canta.»

Representa un escenario nocturno con pinos cerca del templo del dios romano Jano, ubicado en la colina del Janículo. Los dioses de dos caras abren grandes puertas y portones para marcar el comienzo del año nuevo. Abre la pieza el goteo del agua de la fuente representado con arpegios de piano, mientras el clarinete expone un tema de ensoñación en la luna llena sobre los pinos de la colina del Janículo. Respighi quería que el solo de clarinete se tocara "come in sogno", es decir, "como en un sueño". Este movimiento es de tinte "impresionista" sin ser particularmente "francés". Las cuerdas que retoman este tema son interrumpidas por la celesta que vuelve a proponer el goteo de la fuente. El oboe presenta un nuevo tema retomado por un violonchelo y luego desarrollado por las cuerdas en un amplio crescendo. Los arpegios del piano, el arpa y la celesta reproducen de nuevo el goteo del agua y nos conducen hacia la conclusión, cuando el clarinete prepara el canto del ruiseñor que se pierde entre las ramas de los pinos.
En la parte final de la pieza se escucha el sonido grabado de un ruiseñor a petición del compositor, lo cual se consideró innovador para su época y el primer caso de este tipo en la música. En la partitura original Respighi solicita que se reproduzca en un fonógrafo Brunswick Panatrope un disco concreto: "Il canto dell'Usignolo" ("Canto del ruiseñor, n.º 2") del disco n.º R. 6105. La edición italiana del disco fue publicada en toda Europa por el sello Gramophone entre 1911 y 1913. La edición original de esta grabación se publicó en Alemania en 1910 y fue realizada por Karl Reich y Franz Hampe; y se trata de la primera grabación comercial de un pájaro en directo. Existen afirmaciones erróneas de que Respighi grabó el ruiseñor él mismo, o que el ruiseñor fue grabado en el patio del edificio McKim de la Academia Americana en Roma, situado también en la colina del Janículo.

### IV.I pini della Via Appia. Tempo di marcia

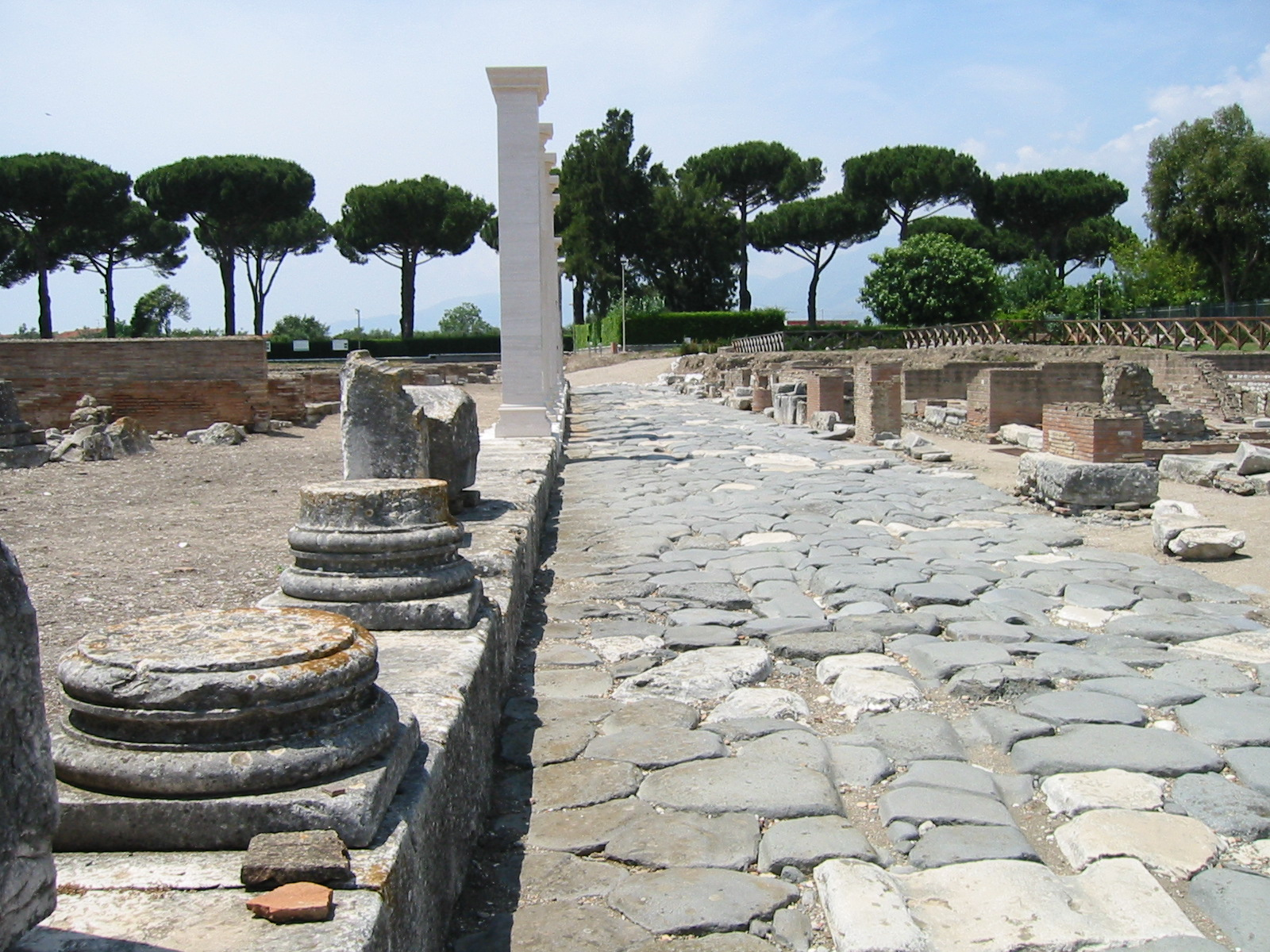
Pinos de la Vía Apia.

El cuarto y último movimiento, I pini della Via Appia o Los pinos de la Vía Apia, lleva la indicación Tempo di marcia y mantiene el compás de 4/4. Según el programa descrito por el compositor:

«Alba nebbiosa sulla via Appia. La campagna tragica è vigilata da pini solitari. Indistinto, incessante, il ritmo di un passo innumerevole. Alla fantasia del poeta appare una visione di antiche glorie: squillano le buccine ed un esercito consolare irrompe, nel fulgore del nuovo sole, verso la via Sacra, per ascendere al trionfo del Campidoglio.»
«Amanecer con neblina en la Vía Apia. La trágica campiña es vigilada por pinos solitarios. Indistinto, incesante, el ritmo de innumerables pasos. A la fantasía del poeta aparece una visión de antiguas glorias: resuenan las buccinas y un ejército consular irrumpe, en el fulgor del nuevo sol, hacia la Vía Sacra, para ascender triunfante al Campidoglio.»

Representa un amanecer en la gran calzada romana Vía Apia por la que avanza una legión imperial bajo el resplandor del sol que recién asoma. El movimiento evoluciona desde una sección lenta y misteriosa a una portente y emocionante marcha que evoca la Antigua Roma, sus gladiadores y su caballería. El ritmo de marcha del ejército consular está marcado por los timbales, el piano, los violonchelos y los contrabajos. Las trompas muestran fragmentos de fanfarrias mientras los clarinetes presentan lo que será el tema de toda la pieza. El corno inglés entra con una exótica melodía, casi una danza oriental, antes de que las trompas inicien el poderoso crescendo al que todos los demás instrumentos se unen gradualmente para preparar la fastuosa conclusión.
Respighi quería que el suelo temblara bajo las pisadas de su ejército, por lo que indicó que el órgano ejecutase si bemol de fondo con un pedal de 8', 16' y 32'. La partitura requiere seis buccinae, un instrumento de viento metal de la Antigua Roma que se suelen representar mediante fliscornos, que a veces se tocan parcialmente fuera del escenario. Un día antes del ensayo final, Respighi reveló a su esposa Elsa que el crescendo del movimiento final le hacía sentir "'un no-sé-qué' en la boca del estómago", y que era la primera vez que una obra que había imaginado resultaba como él quería.

## Recepción de la obra
Los melómanos italianos de principios del siglo XX se resistían más a las tendencias modernas que los de la mayor parte de Europa. Les atraía más la ópera que la música instrumental. Aunque Respighi estaba decidido a reconducir al público italiano, a patadas y gritos si era necesario, hacia la música instrumental, un campo antaño dominado por los músicos italianos, también era plenamente consciente de que no sería una lucha fácil. Durante la preparación del estreno de este poema sinfónico en 1924 bajo la dirección de Bernardino Molinari, Respighi dijo: "Que abucheen... ¿a mí qué me importa?". Y abuchearon, a las "pedorretas" de trompeta del primer movimiento y al sonido grabado del ruiseñor en el "Janículo". Pero la marcha triunfal que concluye la obra se ganó al público, y el Finale fue recibido con una ovación.
Pini di Roma pronto se interpretó con gran éxito en las capitales de Europa, e incluso se convirtió en un elemento básico de los conciertos en Estados Unidos. Directores de orquesta famosos como Arturo Toscanini, amigo de Respighi, Serguéi Kusevitski, Fritz Reiner, Leopold Stokowski y otros, acogieron la obra en sus repertorios. Toda la comunidad de compositores de la primera época de Hollywood tiene una enorme deuda de gratitud con Respighi por Pini di Roma y su partitura, que ha sido, una y otra vez, reconocida. No obstante, muchos críticos han tachado a Respighi y su obra de ramplones, exagerados, ultraconservadores e incluso fascistas. El tiempo ha demostrado que Pini di Roma es una obra que ha llegado para quedarse; al público le encanta, y es el tipo de obra que, con un poco de esfuerzo, puede hacer que un buen director suene como un gran director. Es el poema sinfónico más representado de los tres que conforman su Triología romana.

## Grabaciones
Pini di Roma es sin duda la obra más prolíficamente grabada de Respighi, a menudo publicada como parte de su trilogía de inspiración romana, pero no con la misma frecuencia que los otros poemas sinfónicos. A fecha de 2018, más de 100 grabaciones de la pieza están disponibles solo en soporte físico.
Los directores de orquesta Lorenzo Molajoli y Héctor Panizza grabaron con la Orquesta Sinfónica de Milán; la grabación de Molajoli fue editada por Columbia Records y la de Panizza por Odeon y Decca Records. En 1935 Piero Coppola junto con la Orquesta del Conservatorio de París grabaron la pieza para EMI, editada en el Reino Unido por His Master's Voice y en Estados Unidos por RCA Victor en discos de 78 rpm. Toscanini llevó a cabo una grabación de la obra con la Orquesta Sinfónica de la NBC en el Carnegie Hall en 1953. En 1959-60 fue grabada en sonido estereofónico por la Orquesta Sinfónica de Chicago bajo la batuta de Fritz Reiner en el Orchestra Hall, también para RCA junto a La mer de Claude Debussy.

## En la cultura popular
Esta obra ha servido de inspiración a artistas musicales de diversos géneros para crear sus propias composiciones y también de otras disciplinas como el cine, siendo incluida en bandas sonoras de películas, programas de televisión, etc.

### Influencia
- El compositor de música cinematográfica John Williams cita a Ottorino Respighi, junto con Serguéi Prokófiev y Gustav Holst, como una de sus principales influencias. En concreto su música para el planeta Krypton, que se escucha al principio de la película Superman: The Movie (1978), está fuertemente inspirada en el movimiento final de Pini di Roma.[21] Según el director de orquesta Ken Lam, el tema principal de Star Wars podría estar rindiendo homenaje a esta pieza de Respighi: "Si escuchas el último movimiento, la Vía Apia, en realidad describe a un ejército que regresa de la batalla. Lo escuchas y puedes darte cuenta de dónde podría haber sacado John Williams algunas de sus ideas."[22]
- El compositor Basil Poledouris al crear la música para el film Conan el Bárbaro (1982) se vio influido por otras obras musicales, como la cantata Alexander Nevsky (1938) de Prokófiev, la música coral para Carmina Burana (1937) de Carl Orff y el poema sinfónico Pini di Roma. La música de Poledouris recuerda al segundo movimiento de Respighi.[21]

### Inclusión en bandas sonoras
- 1947 – Fireworks, cortometraje vanguardista dirigido por Kenneth Anger.[23]
- 1958 – A Movie, película de Bruce Conner en la que se escuchan los movimientos I, II y IV a lo largo de todo el film.[24] Los cuatro movimientos se escuchan en la reinterpretación de Morgan Fisher de la película de Conner, Another Movie (2018), en la que la pantalla es negra excepto duranto el tercer movimiento, en el que vemos, en un plano único, la escena de la luna llena tras los pinos descrita en las notas programáticas de Respighi.[25]
- 1983 – "City of Love", canción del álbum 90125 de la banda británica de rock Yes en cuyo inicio se escucha el principio de la obra de Respighi.[26]
- 1999 – Fantasía 2000, película de animación de Disney en la que se utilizó una versión editada para acompañar a ballenas jorobadas. Se omite el segundo movimiento, junto con el canto del ruiseñor en el tercero y el solo de corno inglés en el cuarto.[27][28]